# 24 uur van Daytona 2017
De 24 uur van Daytona 2017 (officieel de 55th Rolex 24 at Daytona) was de 55e editie van deze endurancerace. De race werd verreden op 28 en 29 januari 2017 op de Daytona International Speedway nabij Daytona Beach, Florida.
De race werd gewonnen door de Wayne Taylor Racing #10 van Ricky Taylor, Jordan Taylor, Max Angelelli en Jeff Gordon. Voor Angelelli was het zijn tweede Daytona-zege, terwijl beide Taylors en Gordon hun eerste overwinning in de race behaalden. De PC-klasse werd gewonnen door de Performance Tech Motorsports #38 van James French, Patricio O'Ward, Kyle Masson en Nicholas Boulle. De GTLM-klasse werd gewonnen door de Ford Chip Ganassi Racing #66 van Dirk Müller, Joey Hand en Sébastien Bourdais. De GTD-klasse werd gewonnen door de Alegra Motorsports #28 van Carlos de Quesada, Michael de Quesada, Daniel Morad, Jesse Lazare en Michael Christensen.

## Race
Winnaars in hun klasse zijn vetgedrukt.
| Pos. | Klasse | No. | Team                                     | Coureurs                                                                             | Chassis                       | Banden | Ronden |
| Pos. | Klasse | No. | Team                                     | Coureurs                                                                             | Motor                         | Banden | Ronden |
| ---- | ------ | --- | ---------------------------------------- | ------------------------------------------------------------------------------------ | ----------------------------- | ------ | ------ |
| 1    | P      | 10  | Wayne Taylor Racing                      | Ricky Taylor Jordan Taylor Max Angelelli Jeff Gordon                                 | Cadillac DPi-V.R              | C      | 659    |
| 1    | P      | 10  | Wayne Taylor Racing                      | Ricky Taylor Jordan Taylor Max Angelelli Jeff Gordon                                 | Cadillac 6.2 L V8             | C      | 659    |
| 2    | P      | 5   | Mustang Sampling Racing                  | João Barbosa Christian Fittipaldi Filipe Albuquerque                                 | Cadillac DPi-V.R              | C      | 659    |
| 2    | P      | 5   | Mustang Sampling Racing                  | João Barbosa Christian Fittipaldi Filipe Albuquerque                                 | Cadillac 6.2 L V8             | C      | 659    |
| 3    | P      | 90  | VisitFlorida Racing                      | Marc Goossens Renger van der Zande René Rast                                         | Riley Mk. 30                  | C      | 658    |
| 3    | P      | 90  | VisitFlorida Racing                      | Marc Goossens Renger van der Zande René Rast                                         | Gibson GK428 4.2 L V8         | C      | 658    |
| 4    | P      | 2   | Tequila Patrón ESM                       | Scott Sharp Ryan Dalziel Pipo Derani Brendon Hartley                                 | Nissan Onroak DPi             | C      | 656    |
| 4    | P      | 2   | Tequila Patrón ESM                       | Scott Sharp Ryan Dalziel Pipo Derani Brendon Hartley                                 | Nissan 3.8 L Turbo V6         | C      | 656    |
| 5    | GTLM   | 66  | Ford Chip Ganassi Racing                 | Dirk Müller Joey Hand Sébastien Bourdais                                             | Ford GT                       | M      | 652    |
| 5    | GTLM   | 66  | Ford Chip Ganassi Racing                 | Dirk Müller Joey Hand Sébastien Bourdais                                             | Ford EcoBoost 3.5 L Turbo V6  | M      | 652    |
| 6    | GTLM   | 911 | Porsche GT Team                          | Patrick Pilet Dirk Werner Frédéric Makowiecki                                        | Porsche 911 RSR               | M      | 652    |
| 6    | GTLM   | 911 | Porsche GT Team                          | Patrick Pilet Dirk Werner Frédéric Makowiecki                                        | Porsche 4.0 L Flat-6          | M      | 652    |
| 7    | GTLM   | 62  | Risi Competizione                        | Giancarlo Fisichella James Calado Toni Vilander                                      | Ferrari 488 GTE               | M      | 652    |
| 7    | GTLM   | 62  | Risi Competizione                        | Giancarlo Fisichella James Calado Toni Vilander                                      | Ferrari F154CB 3.9 L Turbo V8 | M      | 652    |
| 8    | GTLM   | 3   | Corvette Racing                          | Antonio García Jan Magnussen Mike Rockenfeller                                       | Chevrolet Corvette C7.R       | M      | 652    |
| 8    | GTLM   | 3   | Corvette Racing                          | Antonio García Jan Magnussen Mike Rockenfeller                                       | Chevrolet LT5.5 5.5 L V8      | M      | 652    |
| 9    | GTLM   | 69  | Ford Chip Ganassi Team UK                | Harry Tincknell Andy Priaulx Tony Kanaan                                             | Ford GT                       | M      | 652    |
| 9    | GTLM   | 69  | Ford Chip Ganassi Team UK                | Harry Tincknell Andy Priaulx Tony Kanaan                                             | Ford EcoBoost 3.5 L Turbo V6  | M      | 652    |
| 10   | GTLM   | 912 | Porsche GT Team                          | Kévin Estre Laurens Vanthoor Richard Lietz                                           | Porsche 911 RSR               | M      | 652    |
| 10   | GTLM   | 912 | Porsche GT Team                          | Kévin Estre Laurens Vanthoor Richard Lietz                                           | Porsche 4.0 L Flat-6          | M      | 652    |
| 11   | GTLM   | 68  | Ford Chip Ganassi Team UK                | Stefan Mücke Olivier Pla Billy Johnson                                               | Ford GT                       | M      | 652    |
| 11   | GTLM   | 68  | Ford Chip Ganassi Team UK                | Stefan Mücke Olivier Pla Billy Johnson                                               | Ford EcoBoost 3.5 L Turbo V6  | M      | 652    |
| 12   | GTLM   | 19  | BMW Team RLL                             | Bill Auberlen Alexander Sims Augusto Farfus Bruno Spengler                           | BMW M6 GTLM                   | M      | 651    |
| 12   | GTLM   | 19  | BMW Team RLL                             | Bill Auberlen Alexander Sims Augusto Farfus Bruno Spengler                           | BMW 4.4 L Turbo V8            | M      | 651    |
| 13   | P      | 85  | JDC-Miller MotorSports                   | Chris Miller Stephen Simpson Misha Goikhberg Mathias Beche                           | Oreca 07                      | C      | 646    |
| 13   | P      | 85  | JDC-Miller MotorSports                   | Chris Miller Stephen Simpson Misha Goikhberg Mathias Beche                           | Gibson GK428 4.2 L V8         | C      | 646    |
| 14   | P      | 31  | Whelen Engineering Racing                | Dane Cameron Eric Curran Mike Conway Seb Morris                                      | Cadillac DPi-V.R              | C      | 639    |
| 14   | P      | 31  | Whelen Engineering Racing                | Dane Cameron Eric Curran Mike Conway Seb Morris                                      | Cadillac 6.2 L V8             | C      | 639    |
| 15   | PC     | 38  | Performance Tech Motorsports             | James French Patricio O'Ward Kyle Masson Nicholas Boulle                             | Oreca FLM09                   | C      | 638    |
| 15   | PC     | 38  | Performance Tech Motorsports             | James French Patricio O'Ward Kyle Masson Nicholas Boulle                             | Chevrolet 6.2 L V8            | C      | 638    |
| 16   | GTLM   | 4   | Corvette Racing                          | Oliver Gavin Tommy Milner Marcel Fässler                                             | Chevrolet Corvette C7.R       | M      | 636    |
| 16   | GTLM   | 4   | Corvette Racing                          | Oliver Gavin Tommy Milner Marcel Fässler                                             | Chevrolet LT5.5 5.5 L V8      | M      | 636    |
| 17   | P      | 22  | Tequila Patrón ESM                       | Ed Brown Johannes van Overbeek Bruno Senna Brendon Hartley                           | Nissan Onroak DPi             | C      | 636    |
| 17   | P      | 22  | Tequila Patrón ESM                       | Ed Brown Johannes van Overbeek Bruno Senna Brendon Hartley                           | Nissan 3.8 L Turbo V6         | C      | 636    |
| 18   | GTD    | 28  | Alegra Motorsports                       | Carlos de Quesada Michael de Quesada Daniel Morad Jesse Lazare Michael Christensen   | Porsche 911 GT3 R             | C      | 634    |
| 18   | GTD    | 28  | Alegra Motorsports                       | Carlos de Quesada Michael de Quesada Daniel Morad Jesse Lazare Michael Christensen   | Porsche 4.0 L Flat-6          | C      | 634    |
| 19   | GTD    | 29  | Montaplast by Land-Motorsport            | Connor De Phillippi Christopher Mies Jules Gounon Jeffery Schmidt                    | Audi R8 LMS                   | C      | 634    |
| 19   | GTD    | 29  | Montaplast by Land-Motorsport            | Connor De Phillippi Christopher Mies Jules Gounon Jeffery Schmidt                    | Audi 5.2 L V10                | C      | 634    |
| 20   | GTD    | 33  | Riley Motorsports – Team AMG             | Ben Keating Jeroen Bleekemolen Mario Farnbacher Adam Christodoulou                   | Mercedes-AMG GT3              | C      | 634    |
| 20   | GTD    | 33  | Riley Motorsports – Team AMG             | Ben Keating Jeroen Bleekemolen Mario Farnbacher Adam Christodoulou                   | Mercedes AMG M159 6.2 L V8    | C      | 634    |
| 21   | GTD    | 57  | Stevenson Motorsports                    | Lawson Aschenbach Andrew Davis Matt Bell Robin Liddell                               | Audi R8 LMS                   | C      | 634    |
| 21   | GTD    | 57  | Stevenson Motorsports                    | Lawson Aschenbach Andrew Davis Matt Bell Robin Liddell                               | Audi 5.2 L V10                | C      | 634    |
| 22   | GTD    | 86  | Michael Shank Racing with Curb Agajanian | Jeff Segal Oswaldo Negri jr. Tom Dyer Ryan Hunter-Reay                               | Acura NSX GT3                 | C      | 634    |
| 22   | GTD    | 86  | Michael Shank Racing with Curb Agajanian | Jeff Segal Oswaldo Negri jr. Tom Dyer Ryan Hunter-Reay                               | Acura 3.5 L Turbo V6          | C      | 634    |
| 23   | GTD    | 23  | Alex Job Racing                          | Bill Sweedler Townsend Bell Frankie Montecalvo Pierre Kaffer                         | Audi R8 LMS                   | C      | 633    |
| 23   | GTD    | 23  | Alex Job Racing                          | Bill Sweedler Townsend Bell Frankie Montecalvo Pierre Kaffer                         | Audi 5.2 L V10                | C      | 633    |
| 24   | GTD    | 48  | Paul Miller Racing                       | Bryan Sellers Madison Snow Bryce Miller Andrea Caldarelli Dion von Moltke            | Lamborghini Huracán GT3       | C      | 629    |
| 24   | GTD    | 48  | Paul Miller Racing                       | Bryan Sellers Madison Snow Bryce Miller Andrea Caldarelli Dion von Moltke            | Lamborghini 5.2 L V10         | C      | 629    |
| 25   | GTD    | 96  | Turner Motorsport                        | Justin Marks Jens Klingmann Maxime Martin Jesse Krohn                                | BMW M6 GT3                    | C      | 628    |
| 25   | GTD    | 96  | Turner Motorsport                        | Justin Marks Jens Klingmann Maxime Martin Jesse Krohn                                | BMW 4.4 L Turbo V8            | C      | 628    |
| 26   | GTD    | 46  | EBIMOTORS                                | Emanuele Busnelli Fabio Babini Emmanuel Collard François Perrodo                     | Lamborghini Huracán GT3       | C      | 626    |
| 26   | GTD    | 46  | EBIMOTORS                                | Emanuele Busnelli Fabio Babini Emmanuel Collard François Perrodo                     | Lamborghini 5.2 L V10         | C      | 626    |
| 27   | GTLM   | 67  | Ford Chip Ganassi Racing                 | Ryan Briscoe Richard Westbrook Scott Dixon                                           | Ford GT                       | M      | 624    |
| 27   | GTLM   | 67  | Ford Chip Ganassi Racing                 | Ryan Briscoe Richard Westbrook Scott Dixon                                           | Ford EcoBoost 3.5 L Turbo V6  | M      | 624    |
| 28   | GTD    | 991 | TRG                                      | Santiago Creel Mike Hedlund Wolf Henzler Jan Heylen Tim Pappas                       | Porsche 911 GT3 R             | C      | 621    |
| 28   | GTD    | 991 | TRG                                      | Santiago Creel Mike Hedlund Wolf Henzler Jan Heylen Tim Pappas                       | Porsche 4.0 L Flat-6          | C      | 621    |
| 29   | GTD    | 93  | Michael Shank Racing with Curb Agajanian | Andy Lally Katherine Legge Mark Wilkins Graham Rahal                                 | Acura NSX GT3                 | C      | 617    |
| 29   | GTD    | 93  | Michael Shank Racing with Curb Agajanian | Andy Lally Katherine Legge Mark Wilkins Graham Rahal                                 | Acura 3.5 L Turbo V6          | C      | 617    |
| 30   | PC     | 26  | BAR1 Motorsports                         | Tom Papadopoulos Johnny Mowlem Adam Merzon Trent Hindman David Cheng                 | Oreca FLM09                   | C      | 616    |
| 30   | PC     | 26  | BAR1 Motorsports                         | Tom Papadopoulos Johnny Mowlem Adam Merzon Trent Hindman David Cheng                 | Chevrolet 6.2 L V8            | C      | 616    |
| 31   | P      | 13  | Rebellion Racing                         | Sébastien Buemi Nick Heidfeld Neel Jani Stéphane Sarrazin                            | Oreca 07                      | C      | 609    |
| 31   | P      | 13  | Rebellion Racing                         | Sébastien Buemi Nick Heidfeld Neel Jani Stéphane Sarrazin                            | Gibson GK428 4.2 L V8         | C      | 609    |
| 32   | PC     | 20  | BAR1 Motorsports                         | Don Yount Buddy Rice Mark Kvamme Chapman Ducote Gustavo Yacamán                      | Oreca FLM09                   | C      | 599    |
| 32   | PC     | 20  | BAR1 Motorsports                         | Don Yount Buddy Rice Mark Kvamme Chapman Ducote Gustavo Yacamán                      | Chevrolet 6.2 L V8            | C      | 599    |
| 33   | GTD    | 98  | Aston Martin Racing                      | Paul Dalla Lana Pedro Lamy Mathias Lauda Marco Sørensen                              | Aston Martin Vantage GT3      | C      | 593    |
| 33   | GTD    | 98  | Aston Martin Racing                      | Paul Dalla Lana Pedro Lamy Mathias Lauda Marco Sørensen                              | Aston Martin 6.0 L V12        | C      | 593    |
| 34   | GTD    | 18  | DAC Motorsports                          | Emmanuel Anassis Brandon Gdovic Zachary Claman DeMelo Anthony Massari                | Lamborghini Huracán GT3       | C      | 590    |
| 34   | GTD    | 18  | DAC Motorsports                          | Emmanuel Anassis Brandon Gdovic Zachary Claman DeMelo Anthony Massari                | Lamborghini 5.2 L V10         | C      | 590    |
| 35   | P      | 52  | PR1/Mathiasen Motorsports                | Mike Guasch José Gutiérrez RC Enerson Tom Kimber-Smith                               | Ligier JS P217                | C      | 584    |
| 35   | P      | 52  | PR1/Mathiasen Motorsports                | Mike Guasch José Gutiérrez RC Enerson Tom Kimber-Smith                               | Gibson GK428 4.2 L V8         | C      | 584    |
| 36   | GTD    | 15  | 3GT Racing                               | Jack Hawksworth Robert Alon Austin Cindric Dominik Farnbacher                        | Lexus RC F GT3                | C      | 581    |
| 36   | GTD    | 15  | 3GT Racing                               | Jack Hawksworth Robert Alon Austin Cindric Dominik Farnbacher                        | Lexus 5.0 L V8                | C      | 581    |
| 37   | GTD    | 11  | GRT Grasser Racing Team                  | Christian Engelhart Rolf Ineichen Ezequiel Pérez Companc Mirko Bortolotti            | Lamborghini Huracán GT3       | C      | 580    |
| 37   | GTD    | 11  | GRT Grasser Racing Team                  | Christian Engelhart Rolf Ineichen Ezequiel Pérez Companc Mirko Bortolotti            | Lamborghini 5.2 L V10         | C      | 580    |
| DNF  | GTD    | 63  | Scuderia Corsa                           | Christina Nielsen Alessandro Balzan Matteo Cressoni Sam Bird                         | Ferrari 488 GT3               | C      | 575    |
| DNF  | GTD    | 63  | Scuderia Corsa                           | Christina Nielsen Alessandro Balzan Matteo Cressoni Sam Bird                         | Ferrari F154CB 3.9 L Turbo V8 | C      | 575    |
| DNF  | P      | 81  | DragonSpeed                              | Henrik Hedman Nicolas Lapierre Ben Hanley Loïc Duval                                 | Oreca 07                      | C      | 562    |
| DNF  | P      | 81  | DragonSpeed                              | Henrik Hedman Nicolas Lapierre Ben Hanley Loïc Duval                                 | Gibson GK428 4.2 L V8         | C      | 562    |
| DNF  | P      | 55  | Mazda Motorsports                        | Tristan Nunez Jonathan Bomarito Spencer Pigot                                        | Mazda RT24-P                  | C      | 538    |
| DNF  | P      | 55  | Mazda Motorsports                        | Tristan Nunez Jonathan Bomarito Spencer Pigot                                        | Mazda MZ-2.0T 2.0 L Turbo I4  | C      | 538    |
| 41   | GTD    | 61  | GRT Grasser Racing Team                  | Christian Engelhart Rolf Ineichen Roberto Pampanini Michele Beretta Miloš Pavlović   | Lamborghini Huracán GT3       | C      | 526    |
| 41   | GTD    | 61  | GRT Grasser Racing Team                  | Christian Engelhart Rolf Ineichen Roberto Pampanini Michele Beretta Miloš Pavlović   | Lamborghini 5.2 L V10         | C      | 526    |
| DNF  | GTD    | 75  | SunEnergy1 Racing                        | Kenny Habul Boris Said Tristan Vautier Maro Engel Paul Morris                        | Mercedes-AMG GT3              | C      | 524    |
| DNF  | GTD    | 75  | SunEnergy1 Racing                        | Kenny Habul Boris Said Tristan Vautier Maro Engel Paul Morris                        | Mercedes AMG M159 6.2 L V8    | C      | 524    |
| DNF  | GTD    | 27  | Dream Racing Motorsport                  | Lawrence DeGeorge Cédric Sbirrazzuoli Paolo Ruberti Luca Persiani Raffaele Giammaria | Lamborghini Huracán GT3       | C      | 488    |
| DNF  | GTD    | 27  | Dream Racing Motorsport                  | Lawrence DeGeorge Cédric Sbirrazzuoli Paolo Ruberti Luca Persiani Raffaele Giammaria | Lamborghini 5.2 L V10         | C      | 488    |
| DNF  | PC     | 88  | Starworks Motorsport                     | Scott Mayer James Dayson Alex Popow Sean Rayhall Conor Daly                          | Oreca FLM09                   | C      | 487    |
| DNF  | PC     | 88  | Starworks Motorsport                     | Scott Mayer James Dayson Alex Popow Sean Rayhall Conor Daly                          | Chevrolet 6.2 L V8            | C      | 487    |
| DNF  | PC     | 8   | Starworks Motorsport                     | Ben Keating Robert Wickens Chris Cumming John Falb Remo Ruscitti                     | Oreca FLM09                   | C      | 464    |
| DNF  | PC     | 8   | Starworks Motorsport                     | Ben Keating Robert Wickens Chris Cumming John Falb Remo Ruscitti                     | Chevrolet 6.2 L V8            | C      | 464    |
| DNF  | P      | 70  | Mazda Motorsports                        | Tom Long Joel Miller James Hinchcliffe                                               | Mazda RT-24P                  | C      | 462    |
| DNF  | P      | 70  | Mazda Motorsports                        | Tom Long Joel Miller James Hinchcliffe                                               | Mazda MZ-2.0T 2.0 L Turbo I4  | C      | 462    |
| 47   | GTD    | 21  | Konrad Motorsport                        | Marco Mapelli Marc Basseng Luca Stolz Lance Willsey Franz Konrad                     | Lamborghini Huracán GT3       | C      | 399    |
| 47   | GTD    | 21  | Konrad Motorsport                        | Marco Mapelli Marc Basseng Luca Stolz Lance Willsey Franz Konrad                     | Lamborghini 5.2 L V10         | C      | 399    |
| 48   | GTD    | 50  | Riley Motorsports – WeatherTech Racing   | Cooper MacNeil Gunnar Jeannette Shane van Gisbergen Thomas Jäger                     | Mercedes-AMG GT3              | C      | 373    |
| 48   | GTD    | 50  | Riley Motorsports – WeatherTech Racing   | Cooper MacNeil Gunnar Jeannette Shane van Gisbergen Thomas Jäger                     | Mercedes AMG M159 6.2 L V8    | C      | 373    |
| 49   | GTD    | 54  | CORE Autosport                           | Jon Bennett Colin Braun Patrick Long Niclas Jönsson                                  | Porsche 911 GT3 R             | C      | 340    |
| 49   | GTD    | 54  | CORE Autosport                           | Jon Bennett Colin Braun Patrick Long Niclas Jönsson                                  | Porsche 4.0 L Flat-6          | C      | 340    |
| DNF  | GTD    | 51  | Spirit of Race                           | Peter Mann Maurizio Mediani Alessandro Pier Guidi Davide Rigon Rino Mastronardi      | Ferrari 488 GT3               | C      | 105    |
| DNF  | GTD    | 51  | Spirit of Race                           | Peter Mann Maurizio Mediani Alessandro Pier Guidi Davide Rigon Rino Mastronardi      | Ferrari F154CB 3.9 L Turbo V8 | C      | 105    |
| DNF  | GTD    | 73  | Park Place Motorsports                   | Patrick Lindsey Jörg Bergmeister Matt McMurry Norbert Siedler                        | Porsche 911 GT3 R             | C      | 102    |
| DNF  | GTD    | 73  | Park Place Motorsports                   | Patrick Lindsey Jörg Bergmeister Matt McMurry Norbert Siedler                        | Porsche 4.0 L Flat-6          | C      | 102    |
| DNF  | GTD    | 16  | Change Racing                            | Corey Lewis Jeroen Mul Kaz Grala Brett Sandberg                                      | Lamborghini Huracán GT3       | C      | 79     |
| DNF  | GTD    | 16  | Change Racing                            | Corey Lewis Jeroen Mul Kaz Grala Brett Sandberg                                      | Lamborghini 5.2 L V10         | C      | 79     |
| DNF  | GTD    | 59  | Manthey Racing                           | Steve Smith Matteo Cairoli Reinhold Renger Harald Proczyk Sven Müller                | Porsche 911 GT3 R             | C      | 61     |
| DNF  | GTD    | 59  | Manthey Racing                           | Steve Smith Matteo Cairoli Reinhold Renger Harald Proczyk Sven Müller                | Porsche 4.0 L Flat-6          | C      | 61     |
| DNF  | GTD    | 14  | 3GT Racing                               | Scott Pruett Sage Karam Ian James Gustavo Menezes                                    | Lexus RC F GT3                | C      | 52     |
| DNF  | GTD    | 14  | 3GT Racing                               | Scott Pruett Sage Karam Ian James Gustavo Menezes                                    | Lexus 5.0 L V8                | C      | 52     |
| DNF  | GTLM   | 24  | BMW Team RLL                             | John Edwards Martin Tomczyk Nick Catsburg Kuno Wittmer                               | BMW M6 GTLM                   | M      | 15     |
| DNF  | GTLM   | 24  | BMW Team RLL                             | John Edwards Martin Tomczyk Nick Catsburg Kuno Wittmer                               | BMW 4.4 L Turbo V8            | M      | 15     |

1962 · 1963 · 1964 · 1965 · 1966 · 1967 · 1968 · 1969 · 1970 · 1971 · 1972 · 1973 · 1974 · 1975 · 1976 · 1977 · 1978 · 1979 · 1980 · 1981 · 1982 · 1983 · 1984 · 1985 · 1986 · 1987 · 1988 · 1989 · 1990 · 1991 · 1992 · 1993 · 1994 · 1995 · 1996 · 1997 · 1998 · 1999 · 2000 · 2001 · 2002 · 2003 · 2004 · 2005 · 2006 · 2007 · 2008 · 2009 · 2010 · 2011 · 2012 · 2013 · 2014 · 2015 · 2016 · 2017 · 2018 · 2019 · 2020 · 2021 · 2022 · 2023 · 2024 · 2025